# Eres top
«Eres top» es una canción del cantante portorriqueño Ozuna en colaboración con los cantantes Diddy & DJ Snake. Se lanzó el 5 de diciembre de 2019 como el séptimo sencillo de su tercer álbum de estudio Nibiru.

## Antecedentes y lanzamiento
La canción presenta la primera colaboración entres Ozuna y Diddy, mientras que con DJ Snake el cantante ha trabajado en varias ocasiones con, a principios de este año colaboraron en la canción de Anuel AA, «China», donde también participan Daddy Yankee, J Balvin y Karol G. Anteriormente, en el año 2018, apareció en la canción de Snake «Taki Taki» junto a Cardi B y Selena Gomez.
Ozuna para la promoción del álbum comenzó a divulgar "Planeta Nibiru", una serie de videoclip conformado por cinco capítulos en total. Finalmente, «Eres top» se estrenó el 5 de diciembre de 2019, como el cuarto episodio.

## Composición
«Eres top» fue escrita por el cantante junto a Diddy, DJ Snake, Chauncey Lamont, Mario Winans, Michael Jones, Taurian Stropshire y Alexis Gotay, mientras que la producción fue llevada a cabo por Snake. La pista tiene una muestra de la canción de 2002, «I Need a Girl (Pt. 2)» de Diddy.

## Vídeo musical
El video musical de «Eres top» se estrenó el 5 de diciembre de 2019. El material audiovisual formó parte de una serie de vídeos que Ozuna sube a sus plataformas en YouTube, siendo el capítulo cuatro de cinco en total. Se estrenó luego de los vídeos de «Hasta que salga el sol», como episodio dos, «Fantasía» como el uno, y «Nibiru» como el tercero. El vídeo fue dirigido por Colin Tiley, y a marzo de 2020 cuenta con 9 millones de reproducciones.

## Historial de lanzamiento
| País   | Fecha                  | Formato                     | Discográfica            | Ref   |
| ------ | ---------------------- | --------------------------- | ----------------------- | ----- |
| Varios | 5 de diciembre de 2019 | Descarga digital, Streaming | Aura Music y Sony Latin | [ 6 ] |